# Les Gras
Les Gras är en kommun i departementet Doubs i regionen Bourgogne-Franche-Comté i östra Frankrike. Kommunen ligger i kantonen Morteau som tillhör arrondissementet Pontarlier. År 2022 hade Les Gras 804 invånare.

## Befolkningsutveckling
Antalet invånare i kommunen Les Gras
Referens:INSEE